# Maria Răcilă-Saca
Maria Saca-Răcilă (n. 11 februarie 1941, Drăgănești, Bălți – d. 20 februarie 2023) a fost o artistă din Moldova.

## Studii
1955-1961 - Școala Republicană de Arte Plastice "Alexandru Plamădeală", Chișinău, R.S.S. Moldova

## Activități
- 1961-1963 - Pictor, Fabrica de covoare din Straseni, Moldova
- 1964-1965 - Metodistă la Casa de Creație Populară, Chișinău, Moldova
- 1966 - Membru stagiar al Uniunii Artiștilor Plastici din Moldova
- 1968 - Membru al Uniunii Artiștilor Plastici din Moldova

## Expoziții grup
- 1962 - Prima expoziție de Artă Decorativă, Chișinau, Moldova
- 1962 - prezent - Participare la un șir de expoziții republicane, unionale și mondiale: Moldova, România, Suedia, Franța, Mongolia, Norvegia, SUA, Canada, India, Cipru, Japonia, Algeria

## Lucrări în colecții particulare
Artista este prezentă prin lucrări în Republica Moldova (mai ales în Chișinău), Canada, Franța, România, Statele Unite ale Americii, Suedia, și alte țări.

## Lucrări în colecții de stat
Plasticiana are lucrări achiziționate de Ministerul Culturii din Republica Moldova, Muzeul Național de Arte Plastice, Biblioteca "Onisifor Ghibu" din Chișinau.

## Premii
- 1966 - Medalia de bronz la EREN, Moscova
- 1976 - Premiul doi la expoziția "Molodosti strani", Moscova
- 1987 - Titlul "Maestru Emerit în Arte"
- 1996 - Medalia "Meritul Civic"
- 1998 - Premiul de Stat

## Publicații
- Vitalie Tulnic, Culorile curcubeului, Editura "Cultura", 1971
- Vera Andreeva, Calea de la Dragănești la Montreal, Femeia Sovietică, 1973
- M. Livsit, Arta aplicată a Moldovei, 1976
- Sofia Bobernaga, Tapiseriile Mariei Saca-Racila, Nistru, 1981
- Gheorghe Mardare, Creația Mariei Saca-Răcilă, Literatură și Artă, 1984
- Ana Simac, Tradiții populare în tapiseria contemporană din Republica Moldova, Arta, 1997
- Ana Simac, Tapiseria contemporană din Republica Moldova, "Știința", 2001
- Sovremennii Sovetskii gobelen, Izdatelistvo "Sovetskii hudojnic", Moskva, 1979